# サンティリャーナ・デル・マル
サンティリャーナ・デル・マル（スペイン語: Santillana del Mar）は、スペイン・カンタブリア州のムニシピオ（基礎自治体）。14世紀から18世紀までの建築物が残り、古い町並みが保存されている。自治体域内にアルタミラ洞窟がある。

## 歴史
町の起源は、サンタ・フリアナ修道院の周りに中世にできた集落である。この場所のネクロポリスから、中世の人骨が見つかっている。修道院の起源は不明である。言い伝えによると、9世紀に一人の修道士が聖フリアナの聖遺物をこの地にもたらしたことで、この地に礼拝堂と修道院ができたという。実際に、修道院があるためにアストゥリアス王アルフォンソ1世が再植民を促進した。980年に修道院は既にあり、この地はアストゥリアスの領域となりアストゥリアス・デ・サンティリャーナという名の代官区ができた。1175年以降、貴族の支援を受けて、修道院長と地元議会からなる組織が設置された。修道院は中世カンタブリアで最も重要なものとなった。アルフォンソ8世はサンティリャーナにフエロ（特権）を授け、代官区の主都とした。次第に修道院の権力は衰えたが町は発展し、マヨール広場周囲で市場が開かれるようになった。1445年、フアン2世が町の支配権をサンティリャーナ侯爵へ授けた。侯爵家が絶えると、インファンタド公爵が領主となった。

## ギャラリー

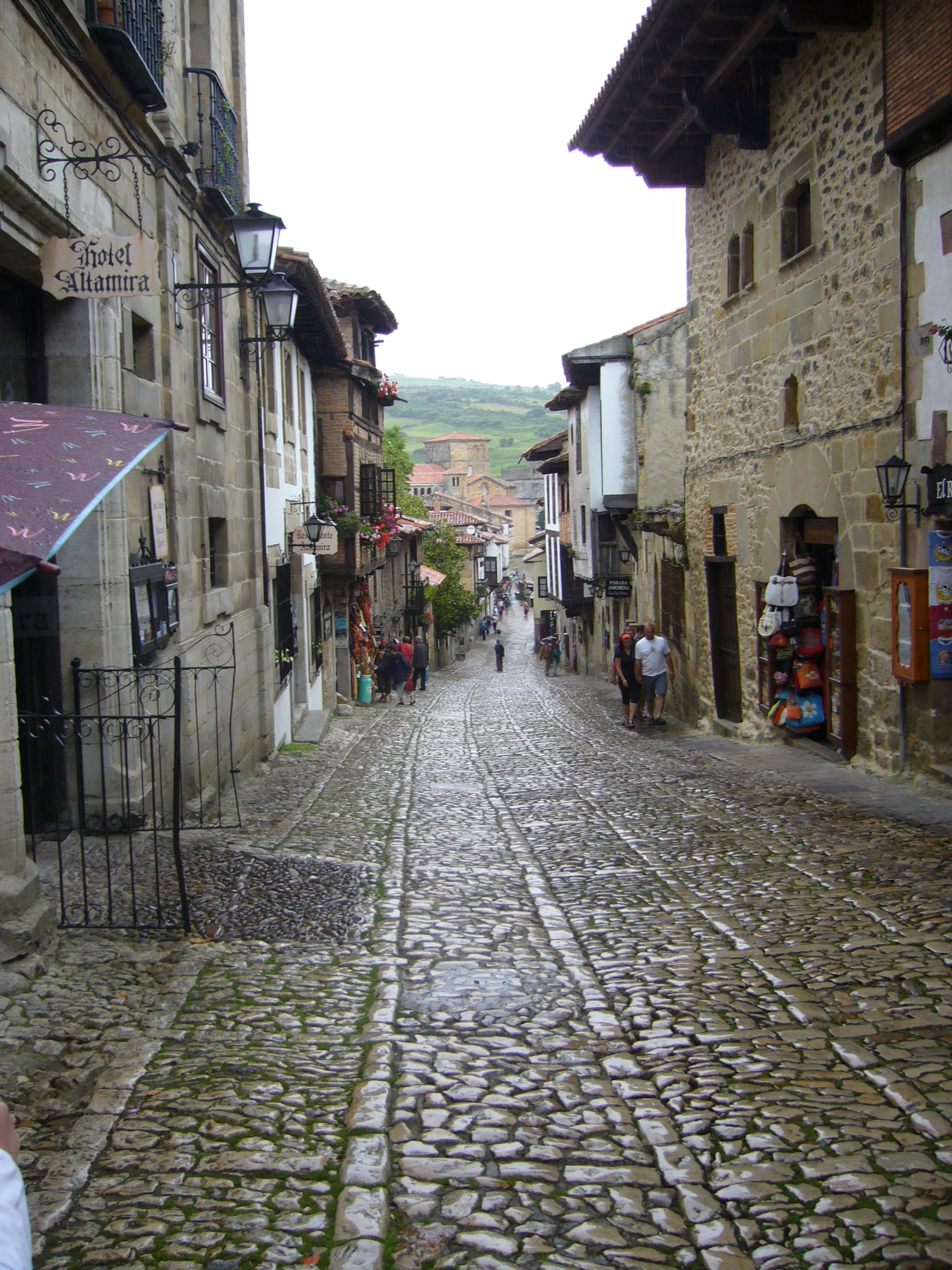
アビレスの旧市街
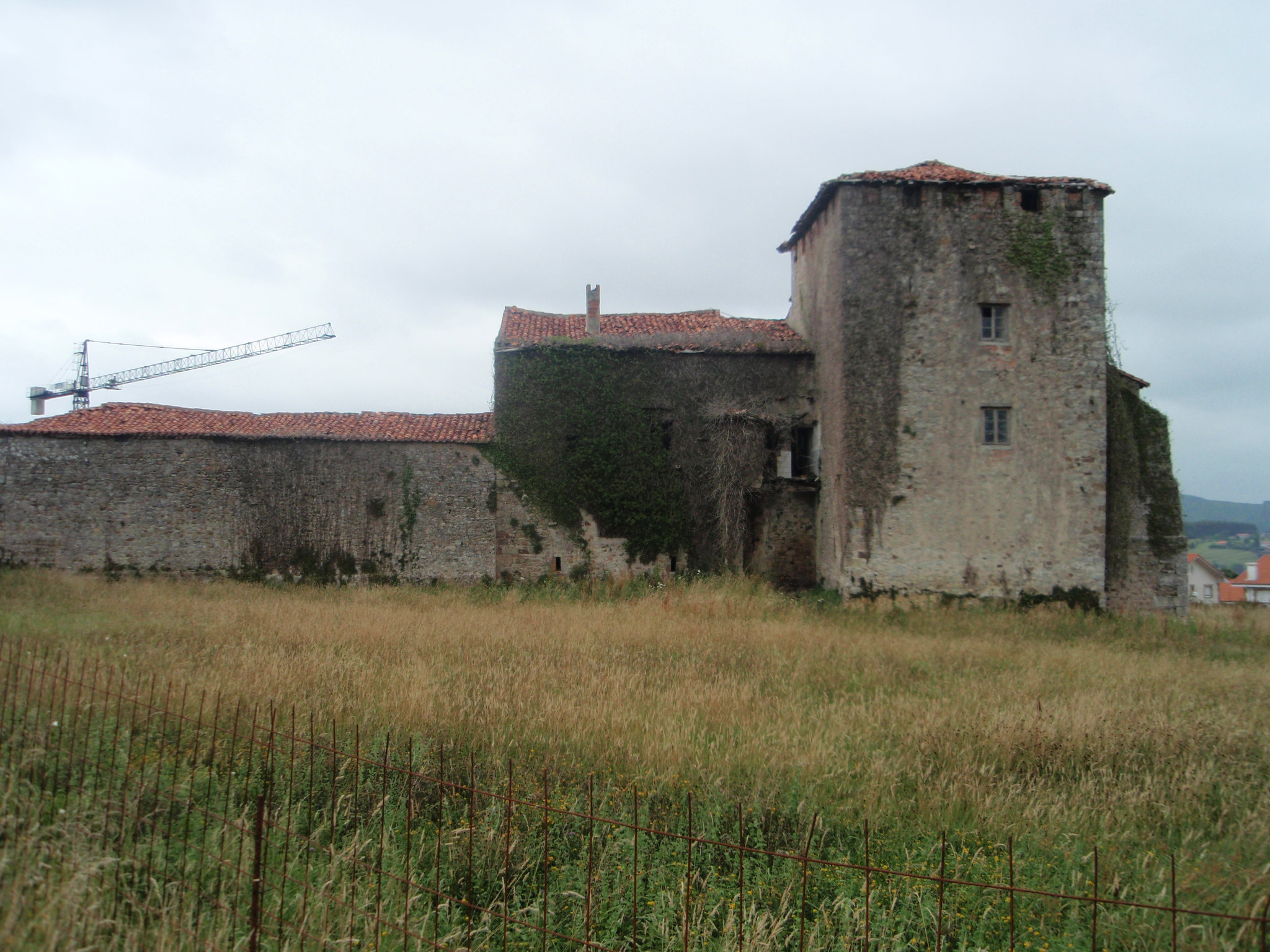
カルデロンの塔
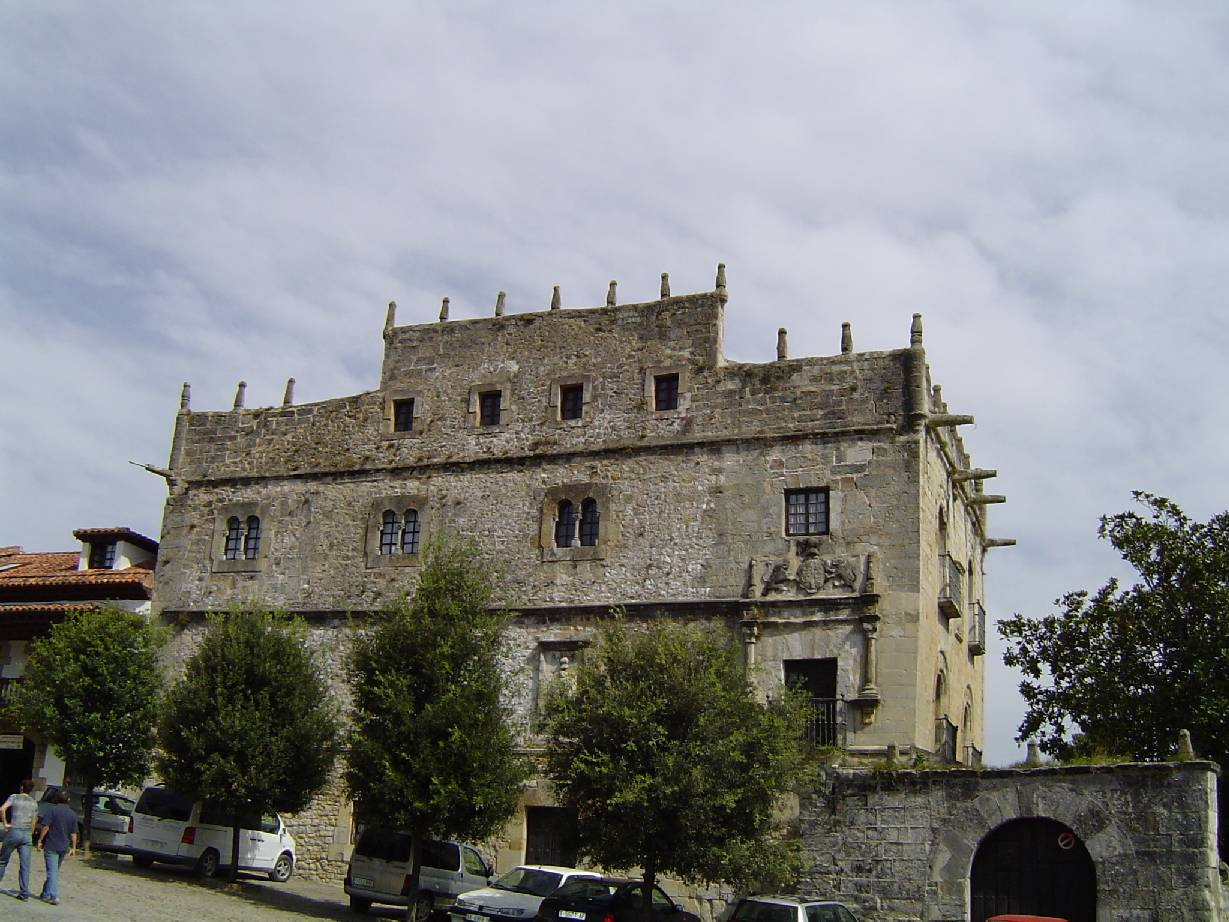
パラシオ・ベラルデ

## 姉妹都市
- ラ・ドラ、フランス